# 新阳大道站
新阳大道站（廈門話：/sin˧˧ iɔ̃˧˥ tua˨˩ tɤ˧˧/）位于中华人民共和国福建省厦门市海沧区新景路与新阳大道交叉路口地下，是厦门轨道交通2号线的地铁车站，于2019年12月25日开通运营。

## 历史
新阳大道站主体结构采用明挖法施工，于2016年8月13日开始土方开挖，2016年9月27日完成首段顶板。为防止车站结构顶板开裂，施工队经研究决定结构顶板采用“跳仓法”施工，车站整体分为十一段，每段长度约20m。2017年3月23日，车站主体结构封顶，成为厦门轨道交通2号线第一个完成该施工阶段的车站。

## 车站结构
新阳大道站为地下两层岛式站台车站，车站长度209.45米，宽度19.7米。

### 车站楼层
| 地面层   |                                      | 出入口                               |  |  |
| 地下一层 |                                      | 商店、票务服务、客服中心、进出站闸机 |  |  |
| 地下二层 |                                      | 2 往天竺山方向 （东瑶）              |  |  |
|          | 岛式站台，列车运行方向左侧的车门开启 |                                      |  |  |
|          |                                      | 2 往五缘湾方向 （新垵）              |  |  |

### 出入口信息
新阳大道站设置有4个出入口。
|           |            |                           |                                  |
| 編號      | 设施       | 出口指示                  | 建議前往的目的地                 |
| 1         |            | 新阳大道（北侧）、 海青路 | 龙湖春江彼岸                     |
| 2         |            | 新阳大道（北侧）、 海青路 | 芸景实验小学                     |
| 3         | 升降机标志 | 厦门市海沧中学            | 新垵北路、厦门市海沧区新阳学校   |
| 4         |            | 厦门市海沧中学            | 建发湾璟、泰禾厦门院子、泰禾首玺 |
| 註： 設有 |            |                           |                                  |